# Островен нанизъм
Островният нанизъм е естествен процес, който се изразява с намаление на размерите на едроразмерни животни – обикновено бозайници, но също така и динозаври, в случаите, когато генофондът е ограничен в малка околна среда, каквато представлява един остров.
Тази форма на нанизъм е често срещана в еволюционната история. Типични представители с характерни джуджевидни форми са динозаврите от род Europasaurus или съвременни животни като слоновете или близкородствените видове.